# Reggie Corner
(en) Statistiques sur pro-football-reference
Reggie Corner (né le 17 novembre 1983 à Canton) est un joueur américain de football américain.

## Carrière

### Université
Corner étudie à l'université d'Akron où il joue pour l'équipe de football américain des Zips.

### Professionnel
Reggie Corner est sélectionné au quatrième tour du draft de la NFL de 2008 par les Bills de Buffalo au 114e choix. Lors de sa première saison en NFL (rookie), il joue douze matchs dont deux comme titulaire et provoque son premier fumble. Il joue plus lors de la saison 2009, jouant à huit reprises comme titulaire au poste de cornerback. En 2010, il enregistre son premier sack. Il est libéré le 3 septembre avant de revenir dans l'équipe le 14 septembre.

## Palmarès
Néant